# کوهالی
کوهالی، روستایی از توابع دهستان بشیوه و پاطاق بخش مرکزی شهرستان سرپل ذهاب در استان کرمانشاه ایران است و ساکنان این روستا پیرو دین  اهل حق و مذهب یارسان"کاکەیی" میباشند و به زبان کردی و گویش کلهری سخن میگویند.

## جمعیت
این روستا در دهستان بشیوه پاتاق قرار دارد و براساس سرشماری مرکز آمار ایران در سال ۱۳۸۵، جمعیت آن ۲۲۳ نفر (۵۰خانوار) بوده‌است.